# Банк Бангладеш
Банк Бангладеш (бенг. বাংলাদেশ ব্যাংক, англ. Bangladesh Bank) — центральний банк Бангладеш, член Азійського клірингового союзу. Створений 16 грудня 1971 року. Голова банку з 20 березня 2016 — Фазле Кабір.

## Історія
У липні 1948 року в Східному Пакистані створено відділення Державного банку Пакистану.
26 березня 1971 року проголошена незалежність Бангладеш. 16 грудня 1971 року створений Банк Бангладеш, що почав операції 1 січня наступного року.

## Голови банку
За всю історію банк мав 11 голів:
| №  | Фото | Ім'я (роки життя)                 | англ. Name бенг. নাম                   | Час на посаді                         |
| -- | ---- | --------------------------------- | ------------------------------------- | ------------------------------------- |
| 1  |      | А.Н.М. Хамідулла                  | A. N. M. Hamidullah এ. এন. এম. হামিদুল্লাহ্‌ | 18 січня 1972 — 18 листопада 1974     |
| 2  |      | А.К. Назіруддін Ахмед (1930—2016) | A. K. N. Ahmed এ. কে. নাজিরউদ্দীন আহমেদ     | 19 листопада 1974 — 13 липня 1976     |
| 3  |      | Нурул Іслам (1924—2007)           | Mohammad Nurul Islam মোঃ নূরুল ইসলাম       | 13 липня 1976 — 12 квітня 1987        |
| 4  |      | Шегуфта Бахт Чоудхурі             | Shegufta Bakht Chaudhuri সেগুফতা বখ্‌ত চৌধুরী | 12 квітня 1987 — 19 січня 1992        |
| 5  |      | Хоршед Алам                       | Khorshed Alam মোঃ খোরশেদ আলম              | 20 грудня 1992 — 21 листопада 1996    |
| 6  |      | Лутфар Рахман Саркар (1934—2013)  | Lutfar Rahman Sarkar মোঃ লুৎফর রহমান সরকার | 21 листопада 1996 — 21 листопада 1998 |
| 7  |      | Мохаммед Фарашуддін (1942—)       | Mohammed Farashuddin মোহাম্মদ ফরাসউদ্দিন    | 24 листопада 1998 — 22 листопада 2001 |
| 8  |      | Фахруддін Ахмед (1940—)           | Fakhruddin Ahmed ফখরুদ্দীন আহমদ          | 29 листопада 2001 — 30 квітня 2005    |
| 9  |      | Салахуддін Ахмед (1946—)          | Salahuddin Ahmed সালেহউদ্দিন আহমেদ         | 1 травня 2005 — 30 квітня 2009        |
| 10 |      | Атіур Рахман (1949—)              | Atiur Rahman আতিউর রহমান                | 1 травня 2009 — 15 березня 2016       |
| 11 |      | Фазле Кабір (1955—)               | Fazle Kabir ফজলে কবির                   | 20 березня 2016 — теперішній час      |